# سم هوسر
سم هوسر (به انگلیسی: Sam Houser) یک تولیدکننده و توسعه‌دهنده بازی‌های ویدئویی انگلیسی است. او مدیرعامل و از بنیانگذاران شرکت راک‌استار گیمز و یکی از نیروهای محرک خلاق پشت بازی اتومبیل‌دزدی بزرگ، که کارگردان و تهیه‌کننده بازی سوم است. او اتومبیل‌دزدی بزرگ را تبدیل به بازی‌ای با گرافیک سه‌بعدی کرد.

## زندگی شخصی
هاوسر در سال ۲۰۰۷ شهروند آمریکا شد. او در حال حاضر در بروکلین، نیویورک زندگی می‌کند.

## تهیه‌کننده
- اتومبیل دزدی بزرگ (۱۹۹۷)
- برداشت بدن (۱۹۹۸)
- ایستگاه فضایی سیلیکون ولی (۱۹۹۸)
- اتومبیل‌دزدی بزرگ: لندن، ۱۹۶۹ (۱۹۹۹)
- اتومبیل‌دزدی بزرگ ۲ (۱۹۹۹)
- اتومبیل‌دزدی بزرگ ۳ (۲۰۰۱)
- اتومبیل دزدی بزرگ: وایس سیتی (۲۰۰۲)
- شکارچی انسان (۲۰۰۳)
- اتومبیل‌دزدی بزرگ: سن آندریاس (۲۰۰۴)
- اتومبیل‌دزدی بزرگ: ماجراهای لیبرتی سیتی (۲۰۰۵)
- جنگجویان (۲۰۰۵)
- اتومبیل‌دزدی بزرگ: ماجراهای وایس سیتی (۲۰۰۶)
- قلدر (بولی) (۲۰۰۶)
- شکارچی انسان ۲ (۲۰۰۷
- اتومبیل‌دزدی بزرگ ۴ (۲۰۰۸)
- اتومبیل‌دزدی بزرگ ۴: گمشده و نفرین‌شده (۲۰۰۹)
- اتومبیل‌دزدی بزرگ ۴: حکایت گی تونی (۲۰۰۹)
- رد دد ریدمپشن (۲۰۱۰)
- لس آنجلس سیاه (۲۰۱۱)
- مکس پین ۳ (۲۰۱۲)
- اتومبیل‌دزدی بزرگ ۵ (۲۰۱۳)
- رد دد ریدمپشن ۲ (۲۰۱۸)

## صداپیشه
- اتومبیل دزدی بزرگ ۳ (۲۰۰۱) (در نقش کارمند مهمات)
- اتومبیل‌دزدی بزرگ: سن آندریاس (۲۰۰۴) (در نقش گانگستر)
- اتومبیل‌دزدی بزرگ ۴ (۲۰۰۸) (در نقش پدستریان)